# Valdeir Vieira
Badú, właśc. Valdeir Vieira (ur. 11 lipca 1944 w Marília, w stanie São Paulo) – brazylijski trener piłkarski.

## Kariera trenerska
Karierę szkoleniowca rozpoczął w 1987 roku. Trenował kluby Caracas, Deportivo Italia, Blumenau, Brusque i Alajuelense.
Od 1996 do 1999 prowadził reprezentacje Kostaryki, Iranu oraz Omanu.
Następnie trenował azjatyckie i afrykańskie kluby Al-Ta'ee, Al-Khaleej, Raja Casablanca, Deportivo Saprissa, Al-Arabi, Dhofar, Nagano Parceiro, Bahrain SC, Al-Ramtha i Kyoto Sanga.

## Sukcesy i odznaczenia

### Sukcesy trenerskie
Caracas
- zdobywca Pucharu Wenezueli: 1988

Alajuelense
- mistrz Kostaryki: 1996
- zdobywca Copa Interclubes UNCAF: 1996

Al-Arabi
- mistrz Kuwejtu: 2002
- zdobywca Al Khurafi Cup: 2002
- mistrz GCC Champions League: 2003